# Сад щасливців
«Сад щасливців», відомий також як «Хадікат-ус-суада» (азерб. حديقة السعداء, трансліт. «Hədiqətüs-süəda») — переклад XVI століття азербайджанською мовою твору перського поета Хусейна Ваїза Кашеві (XVI століття) про мучеництво імамів зроблений поетом Мухаммедом Фізулі. Разом з тим, деякі дослідники відзначають, що цей твір не можна розглядати як перекладну працю, оскільки Фізулі, працюючи над ним, зробив значні зміни. Це визнає і сам Фізулі у своєму творі.
Твір розповідає про трагічні події, що відбулися 680 року в Кербелі.
Фізулі, написав «Сад щасливців», живучи в місті Кербела. Це перший твір Фізулі, написаний у жанрі художньої прози. Працю присвячено Мохаммеду Паші. Вперше опубліковано 1854 року в Каїрі.
Існує близько 300 рукописів твору, що дійшли до наших днів, складених на основі переписаного в Коньї 954 року хіджри (1547/1548), ще за життя Фізулі, рукопису.